# 나카고촌 (아오모리현)
나카고촌(中郷村)은 아오모리현 미나미쓰가루군에 있던 촌이다.

## 연혁
- 1889년 4월 1일 - 정촌제 시행에 의해 미나미쓰가루군 주쿄기무라, 사카이마쓰촌, 니시바바시리촌, 히가시바바시리촌, 구로이시촌, 노기와촌, 고야시키촌, 도비우치자와촌, 시모메우치자와촌, 히가시노조에촌, 기타다나카촌과 합병해, 나카사토촌이 성립하였다.
- 1949년 4월 1일 - 오이자 사카이마쓰의 일부를 분할해 미나미쓰가루군 구로이시정이 편입하였다.
- 1954년 7월 1일 - 미나미쓰가루군 구로이시정, 로쿠고촌, 야마가타촌, 아사세이시촌과 합병해 시로 승격해 구로이시시가 되었다.

## 교통

### 철도
- 일본국유철도
  - 구로이시선
- 고난 철도
  - 고난 선